# Harmonicon
Harmonicon es un género de arañas migalomorfas de la familia Dipluridae. Se encuentra en Brasil y Guyana.

## Lista de especies
Según The World Spider Catalog 11.5:
- Harmonicon audeae Maréchal & Marty, 1998
- Harmonicon oiapoqueae Drolshagen & Bäckstam, 2011
- Harmonicon rufescens F. O. Pickard-Cambridge, 1896